# Eybtal mit Teilen des Längen- und Rohrachtales
Das Naturschutzgebiet Eybtal mit Teilen des Längen- und Rohrachtales liegt auf dem Gebiet der Gemeinde Böhmenkirch und der Städte Donzdorf und Geislingen an der Steige im Landkreis Göppingen in Baden-Württemberg. Mit einer Größe von über 1331 ha ist es das größte Naturschutzgebiet im Regierungsbezirk Stuttgart.
Das Gebiet erstreckt sich nördlich, südlich und nordöstlich der Kernstadt Geislingen an der Steige entlang der Eyb und der Landesstraße L 1221.

## Bedeutung
Für Böhmenkirch, Donzdorf und Geislingen an der Steige ist seit dem 21. Dez. 1995 ein 1.331,0 ha großes Gebiet unter der Kenn-Nummer 1.212 als Naturschutzgebiet ausgewiesen. Es handelt sich um eine äußerst vielfältige, ökologisch hochwertige Landschaft mit verschiedenen naturnahen Waldtypen, zahlreichen Schluchtwäldern und Klingen, Quellen, Bächen, Höhlen und Felsen, Waldsäumen, Hecken, Streuobstwiesen und Feuchtwiesen. Zum naturnahen, reizvollen Landschaftsbild gehören vernetzte Lebensräume einer Vielzahl von Tier- und Pflanzenarten, insbesondere einer großen Anzahl bedrohter Arten.